# EWA
EWA（イー・ダブリュー・エー、エキサイティング・レスリング・アライアンス）は、北海道札幌市を中心に活動しているアマチュアプロレス団体。

## 歴史
- 1984年6月24日、旗揚げ戦を開催。

## タイトル
- EWGPヘビー級王座
- EWGPタッグ王座

## 所属選手
- 羅生門原
- 大門誠
- 神幸司
- スナイパーケンタ
- 力丸乃りお
- 瀬戸浩志
- ぢゃいあんと
- 木本凌太
- 工藤YO!!HEY!!
- 小野・D・琢磨